# Wolfchant
Wolfchant — немецкая фолк-метал-группа, основанная в 2003 году. Согласно Allmusic, несмотря на своё происхождение, вдохновляется скандинавскими легендами. На следующий год после основания были сделаны две демозаписи The Fangs of the Southern Death (2004) и The Herjan Trilogy (2004), которые помогли группе заложить в основу своего звучания сочетание вокала в духе блэк-метала и обилие гитарных мелодий. Дебютный альбом Bloody Tales of Disgraced Lands (2005) получил признание критиков, за ним последовал A Pagan Storm (2007). Для издания третьего альбома Determined Damnation (2009) группе удалось заполучить контракт с Massacre Records, вдобавок состав группы был расширен новыми участниками.

## Состав

### Текущий состав
- Lokhi (Mario Lokhi Möginger) – гроулинг
- Skaahl (Mario Liebl) – лид-гитара
- Nortwin (Michael Seifert) – чистый вокал
- Sertorius (Stephan Tannreuther) – бас
- Gorthrim – ритм-гитара
- Lug (Thomas Schmidt) – ударные

## Дискография
- The Fangs of the Southern Death (2004)
- The Herjan Trilogy (EP) (2004)
- Bloody Tales of Disgraced Lands (2005) [2]
- A Pagan Storm (2007)[3][4]
- Determined Damnation (April 24, 2009)[5]
- Call Of The Black Winds (2011)
- Embraced by Fire (2013)[6]